# N-methylaniline
N-methylaniline is een toxische organische verbinding met als brutoformule C7H9N. De stof komt voor als een kleurloze of lichtgele viskeuze vloeistof, die onoplosbaar is in water. Ze wordt bruin bij blootstelling aan lucht.

## Toxicologie en veiligheid
De stof ontleedt bij verhitting en bij verbranding, met vorming van giftige dampen, waaronder aniline en stikstofoxiden. N-methylaniline reageert hevig met sterke zuren en oxiderende stoffen. Ze tast sommige kunststoffen aan.
De stof is irriterend voor de ogen, de huid en de luchtwegen. Ze kan effecten hebben op het bloed, met als gevolg de vorming van methemoglobine.